# 马乐天
马乐天（1906年—1983年2月16日），男，回族，青海西宁人，中华人民共和国政治人物，曾任青海省司法厅厅长，青海省政协副主席。